# Vnajnarje
Vnajnarje este o localitate din comuna Ljubljana, Slovenia, cu o populație de 121 de locuitori.